# 弗韦坚耶农村居民点
弗韦坚耶农村居民点（俄语：Введенское сельское поселение）是俄罗斯联邦伊万诺沃州舒亚区所属的一个农村居民点。其下辖有19个居民点，行政中心为弗韦坚耶。据2016年统计，该农村居民点的人口为1894人。